# Parafia św. Franciszka Salezego i św. Andrzeja Boboli w Gorzycach
Parafia św. Franciszka Salezego i św. Andrzeja Boboli – parafia rzymskokatolicka znajdująca się w Gorzycach w dekanacie Gorzyce, diecezji sandomierskiej. Erygowana w 1138. Parafię prowadzą księża diecezjalni.

## Zasięg parafii
Do parafii należą wierni z miejscowości: Gorzyce, Gorzyce (Osiedle), Motycze Poduchowne, Pączek i Zalesie Gorzyckie.